# 詹西縣
詹西縣是印度的一個縣，位於該國北部，由北方邦負責管轄，面積5,024平方公里，識字率為76.37%，人口在2001至2011年期間增長14.66%，2001年人口1,744,931，人口密度每平方公里347人。

## 外部連結
- 官方网站
- BundelkhandInfo.org
- Jhansi District on Bundelkhanddarshan.com

25°30′N 78°30′E / 25.500°N 78.500°E